# Le petit Lange

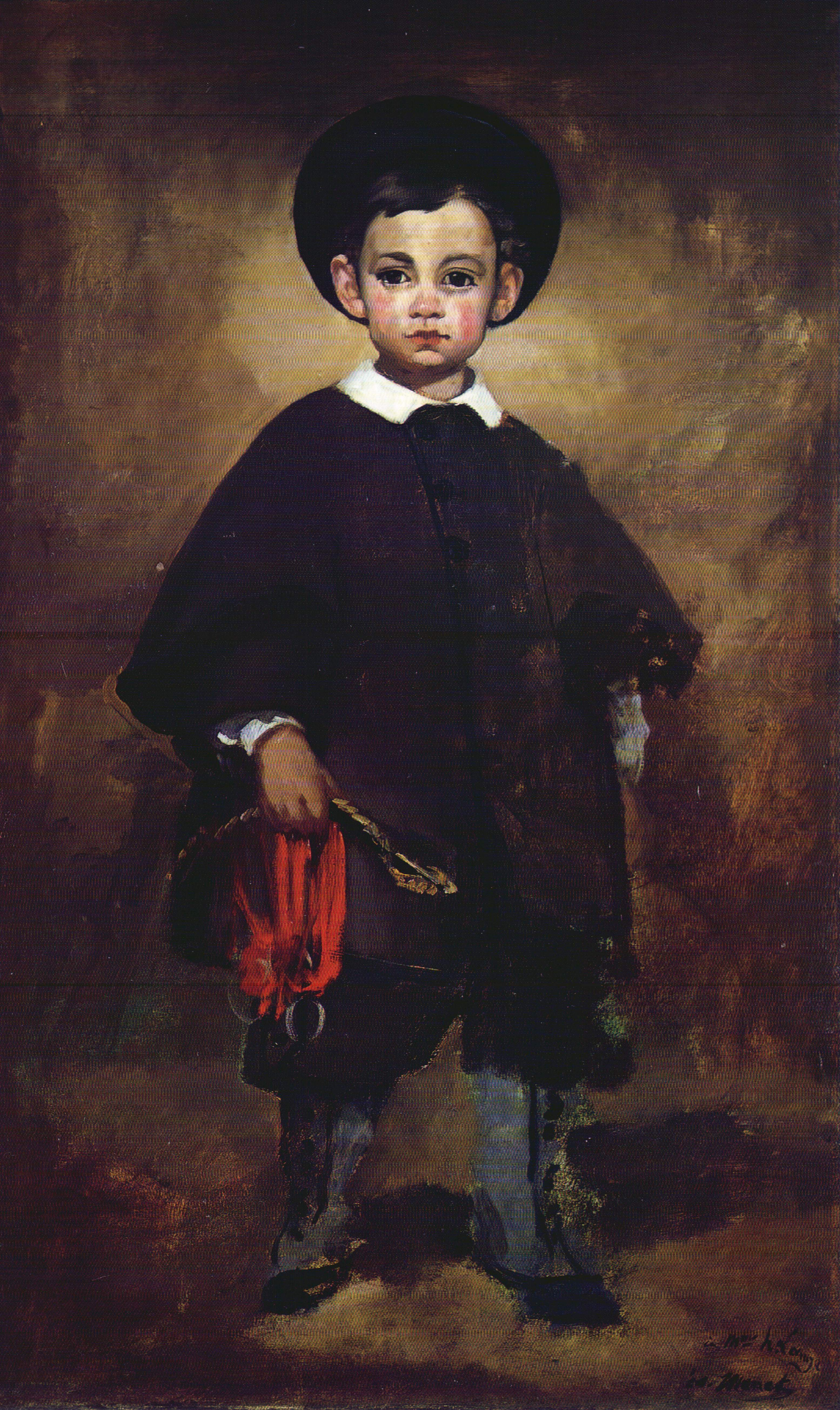
Le petit Lange
Édouard Manet, um 1861
116,5 × 72 cm
Öl auf Leinwand
Staatliche Kunsthalle Karlsruhe

Le petit Lange ist ein um 1861 entstandenes Kinderbildnis des französischen Malers Édouard Manet. Das 116,5 × 72 cm große, in Öl auf Leinwand gemalte Bild zeigt das lebensgroße Porträt eines etwa fünfjährigen Jungen aus der mit dem Künstler befreundeten Familie Lange. In seiner dunklen Ton-in-Ton-Malerei geht das Bildnis auf spanische Vorbilder zurück und ist zudem von Antoine Watteaus Gilles im Louvre beeinflusst. Durch seine in Teilbereichen skizzenhafte Ausführung nimmt das zum Frühwerk Manets gehörende Gemälde die spätere, impressionistische Werkphase des Künstlers vorweg. Das Gemälde Le petit Lange befindet sich in der Sammlung der Staatlichen Kunsthalle Karlsruhe.

## Bildbeschreibung
In dem Gemälde Le petit Lange porträtiert Manet einen etwa fünfjährigen Jungen als Ganzfigur in Frontalansicht. Mit leicht geöffneten Beinen steht der Porträtierte vor einem undefinierten, aus verschiedenen Brauntönen und graugrünen Akzenten bestehenden Hintergrund. Der Junge trägt auf dem Kopf einen schwarzen runden Hut mit breiter Krempe, der leicht nach hinten geschoben ist. Bekleidet ist der Dargestellte mit einem zeittypischen schwarz-braunem Sonntagsanzug, bestehend aus einer Kniebundhose und einem  Paletot. Unter diesem Paletot trägt der Junge ein weißes Hemd, dessen Manschette und Ärmelansatz am rechten Arm deutlich hervorschaut. Der weiße Hemdkragen ist darüber hinaus über den Kragen des Paletot geschlagen. Über den schwarzen Schuhen bedecken bis zum Knie gehende graue Gamaschen mit schwarzer Knopfleiste die Unterschenkel.
Den linken Arm hat der Künstler nur undeutlich ausgearbeitet. Die leicht nach vorn angewinkelte rechte Hand hält ein für die Entstehungszeit des Bildes typisches Kinderspielzeug. Neben einer leicht gebogenen, geflochtenen Reitgerte umfasst die Hand des Jungen ein zinnoberfarbenes Zaumzeug. Das Bild zeigt den Jungen jedoch nicht beim Spiel – etwa mit einem Steckenpferd –, sondern in einer bewegungslosen Pose.
Die Hauptlichtquelle wirft das Licht direkt von vorn auf das Gesicht des Kindes, sodass der Bildhintergrund direkt hinter dem Kopf am hellsten erscheint, sich aber keine Schatten abzeichnen. Ein zweiter, schwächerer Lichteinfall richtet sich von links oben auf den Fußbereich des Kindes, wodurch in diesem Bereich nach rechts hinten fallende Schatten sichtbar werden. Während große Teile des Gemäldes mit flüchtigem Pinselstrich eher skizzenhaft gemalt sind, ist das Gesicht des Jungen feiner ausgearbeitet. In dieser Weise hat der Künstler die schwarzen, gescheitelten Haare mit einem leichten Seidenglanz wiedergegeben und den vollen Wangen und der Nase eine rosige Tönung verliehen. Unter dem kleinen geschlossenen Mund mit seinen rötlichen Lippen befindet sich ein kleines Grübchen. Das Kind scheint den Betrachter mit seinen dunkelbraunen Augen direkt anzusehen. Der Blick des Kindes wird von verschiedenen Autoren als ernst bis melancholisch beschrieben.
Zu unterschiedlichen Interpretationen hat der Bildhintergrund geführt. So vermutet der Autor Gert Reising einen Vorhang hinter dem Jungen. Die Kunsthistorikerin Juliet Wilson-Bareau sieht in ihren Analysen auf Grund der im unteren Bildbereich durchschimmernden Grüntöne die Möglichkeit, dass das Bild Le petit Lange eine Übermalung eines anderen Gemäldes ist, oder dass Manet ein Fragment einer größeren Leinwand übermalte. Da bei dem Gemälde noch nie eine Röntgenuntersuchung vorgenommen wurde, konnten diese Vermutungen bisher jedoch nicht bestätigt werden.

## Identität des Porträtierten

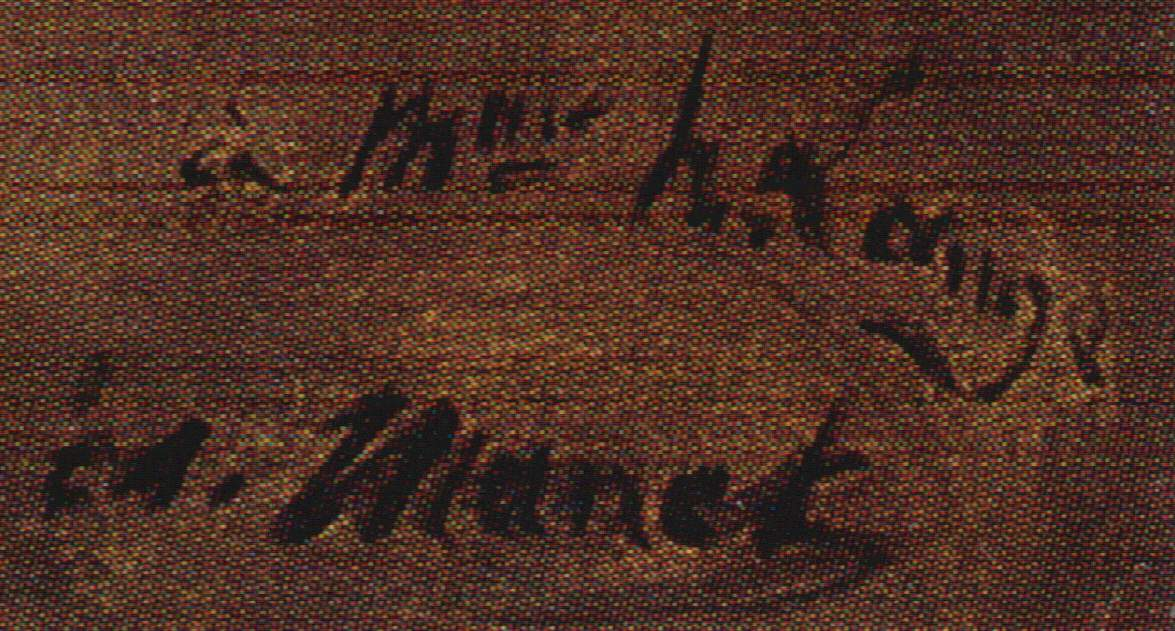
Widmung und Signatur des Gemäldes

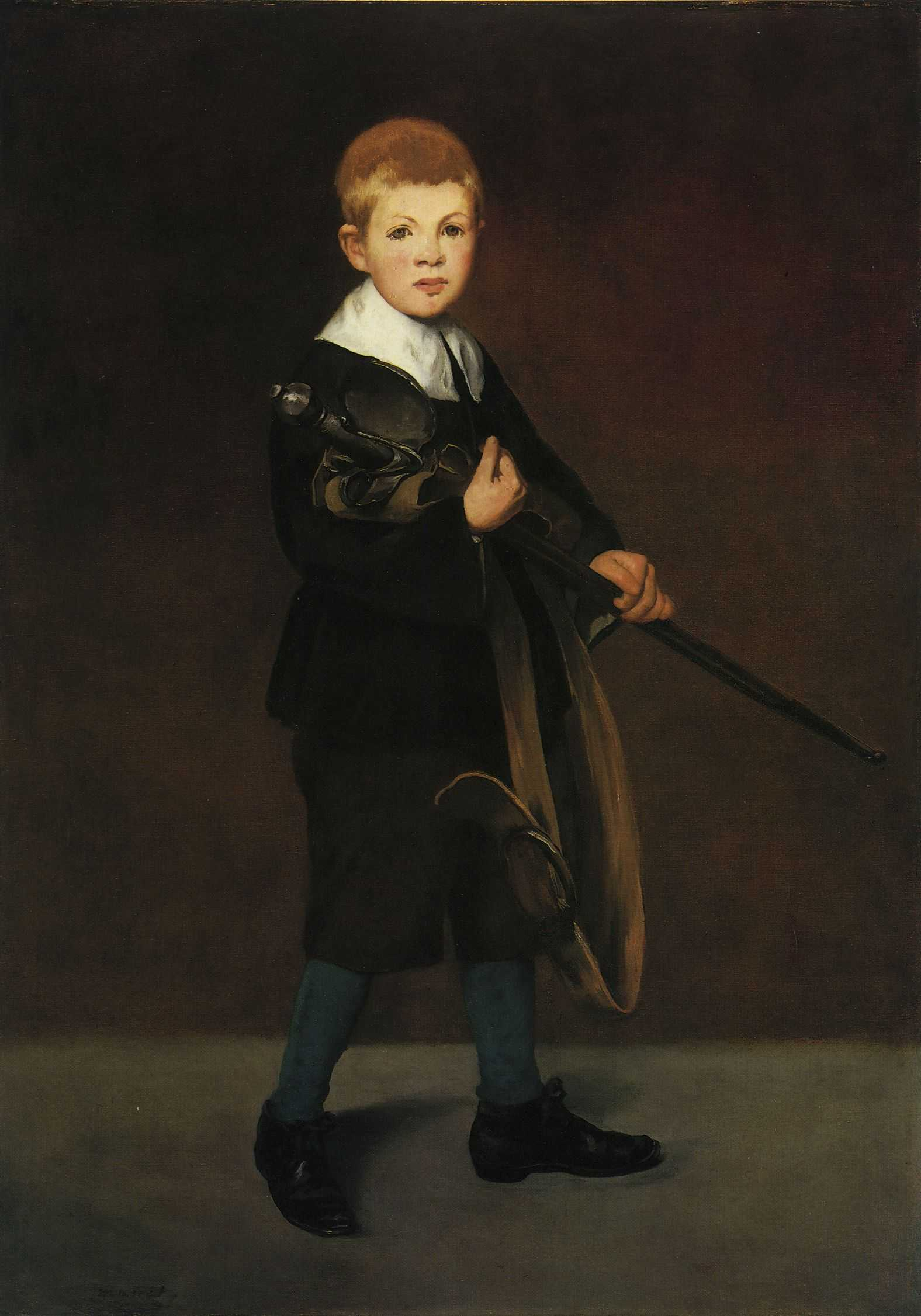
Édouard Manet:
Knabe mit Schwert
1860–61

Die Identifizierung des porträtierten Jungen bereitete Kunsthistorikern lange Zeit Schwierigkeiten, wodurch sich die Datierung und Einordnung in Manets Gesamtwerk erschwerte. Édouard Manet lieferte in der linken unteren Bildecke mit einer Widmung oberhalb der Signatur éd. Manet selbst einen ersten Hinweis auf die Identität des dargestellten Kindes. Dort ist à Mme h. Lange (deutsch: für Frau h. Lange) zu lesen, wobei die Kunsthistorikerin Juliet Wilson-Bareau darauf hingewiesen hat, dass es sich bei dem h auch um ein n handeln könnte. Aus der Widmung schließen verschiedene Autoren, dass der Dargestellte ein Sohn dieser Frau Lange war, ohne die Bedeutung des einzelnen Buchstabens vor dem Nachnamen klären zu können. Weiter findet sich der Name Lange im Fotoalbum der Familie Manet. Auf einer Carte de Visite steht unter einer Fotografie eines sitzenden Mannes der handschriftliche Vermerk Lange. Der Manet-Biograf Adolphe Tabarant befragte zudem Manets mutmaßlichen Sohn Léon Leenhoff zum persönlichen Umfeld des Künstlers. Laut Leenhoff gehörte Madame Lange zu den Gästen des Salon, den Manets Mutter gemeinsam mit seiner Frau wöchentlich am Dienstag führte. Ein weiterer Anhaltspunkt zur Familie Lange geht aus dem Schriftwechsel zwischen Manets Freund und Biograf Théodore Duret mit dem dänischen Kunstsammler Wilhelm Hansen hervor. Als Hansen sich 1916 für das Gemälde Le petit Lange interessierte, schrieb ihm Duret, dass der porträtierte Junge einer der Söhne eines Herrn Lange sei. Nach Duret gehörte Lange zu den Mitarbeitern von Ferdinand de Lesseps bei der Planung des Sueskanals, dessen Bau 1859 begann. Nach Informationen des Wildenstein Institute, welches das 1975 erschienene Manet-Werkverzeichnis herausgab, handelt es sich beim Vater des Jungen um Daniel Adolphus Lange. Nachforschungen zur Entstehung des Gemäldes Le petit Lange anlässlich der Manet-Ausstellungen in Paris und New York 2002/2003 und Madrid 2003 ergaben keine weiteren Ergebnisse zur genaueren Identität des Kindes, so dass bisher nicht geklärt ist, welcher der Söhne von Daniel Adolphus Lange im Gemälde Le petit Lange dargestellt ist.

## Datierung des Bildes
Ein genaues Entstehungsdatum des Gemäldes Le petit Lange ist nicht bekannt. Ein Anhaltspunkt zur Datierung ist die Fotografie eines Kindes in Manets Fotoalbum, das sich direkt neben der Carte de Visite des Herrn Lange befindet. Auf diesem Kinderfoto ist nicht der Sohn der Familie Lange zu sehen, sondern ein unbekanntes Mädchen. Durch die auf der Rückseite vermerkte Jahreszahl 1861 geht die Autorin Juliet Wilson-Bareau davon aus, dass auch die Carte de Visite des Herrn Lange aus diesem Jahr stammt. Naheliegend ist daher eine engere Beziehung zwischen den Familien Manet und Lange zu diesem Zeitpunkt.
Zur Datierung des Le petit Lange ziehen Kunsthistoriker darüber hinaus motivische Parallelen zu zwei anderen Gemälden Manets. So sehen Juliet Wilson-Bareau und Manuela B. Mena Marqués sowohl im 1860–61 entstandenen Gemälde Knabe mit Schwert, als auch in der Darstellung des Kindes im Gemälde Der alte Musikant aus dem Jahr 1862, thematische Überschneidungen.

## Vorbilder bei spanischen Malern und Watteau
Zu Beginn der 1860er Jahre herrschte in Paris eine ausgeprägte Spanienmode. Hierzu trugen neben der aus Spanien stammenden Kaiserin Eugénie eine spanische Theatergruppe bei, die mit ihren folkloristischen Darbietungen das Publikum begeisterte. 

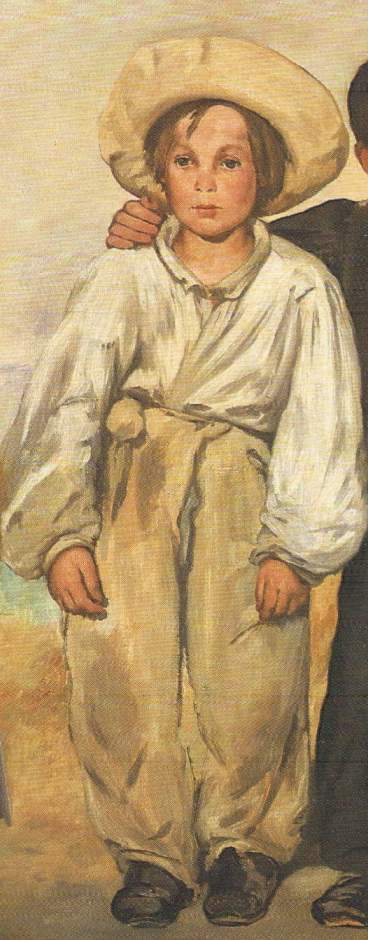
Bezüge zu Watteaus Gilles in Manets Der alte Musikant (Detail)

In dieser Zeit kopierte Manet im Louvre Werke seines bevorzugten spanischen Malers, Diego Velázquez. Andere Gemälde des Spaniers, wie etwa das Bildnis Infante Don Carlos, waren Manet als Reproduktionen aus der Veröffentlichung der Histoire des peintres de toutes les écoles von Charles Blanc bekannt. Der Einfluss von Velázquez auf Manet wird besonders deutlich im 1861 entstandenen Gemälde Knabe mit Schwert. Der Dargestellte in diesem Bild trägt die spanische Mode des 17. Jahrhunderts und nimmt in seiner Ton-in-Ton-Malerei direkt auf Velázquez Bezug. Auffällig sind die Parallelen zum Bildnis Le petit Lange im direkten Blick des Knaben zum Bildbetrachter und in der Art und Farbe der Kleidung. In beiden Gemälden ist ein schwarz gekleideter Junge vor einem braunen Bildhintergrund zu sehen, wenn auch der Knabe mit Schwert insgesamt traditioneller gemalt ist, als der Le petit Lange. Bei dieser Ton-in-Ton-Malerei sehen Kunsthistoriker wie Gert Reising nicht nur den Einfluss von Diego Velázquez, sondern sprechen wie Jan Lauts vom „spanischen Schwarz“ in der Farbgebung Manets.
Neben Velázquez sind es verschiedene Kinderbildnisse von Francisco de Goya, die Manet zum Gemälde Le petit Lange angeregt haben könnten. So ist im 1810 entstandenen Porträt des Victor Guye ebenfalls ein schwarz gekleideter Junge vor dunklem Hintergrund porträtiert. Auch der direkte Blick des Kindes zum Bildbetrachter findet sich in diesem Bildnis wieder. Die Darstellung des Pepito Costa y Bonelis desselben Malers zeigt – ebenfalls vor braunem Hintergrund – einen Jungen in ähnlicher Körperhaltung wie beim Le petit Lange. In diesem Gemälde findet sich darüber hinaus Kinderspielzeug als schmückendes Beiwerk, darunter ein Holzpferd, auf das auch Manet im Le petit Lange mit dem Zaumzeug und der Reitgerte hingewiesen hat. Auffällig im Pepito Costa y Bonelis ist zudem der rote Farbakzent der Federn am in der Hand gehaltenen Hut, den Manet im roten Zaumzeug des Le petit Lange wiederholt.
Als Vorbild für Le petit Lange betrachten Kunsthistoriker neben den spanischen Künstlern das Gemälde Gilles des französischen Malers Antoine Watteau, das Manet im Louvre studierte. Neben der frontalen lebensgroßen Abbildung und der nahezu identischen Körperhaltung sehen Kunsthistoriker in der Wiedergabe des Hutes und dem melancholischen Gesichtsausdruck thematische Überschneidungen. Im Bildnis eines weiß gekleideten Jungen im 1862 entstandenen Gemälde Der alte Musikant bezieht sich Manet noch deutlicher als im Le petit Lange auf Watteaus Gilles.

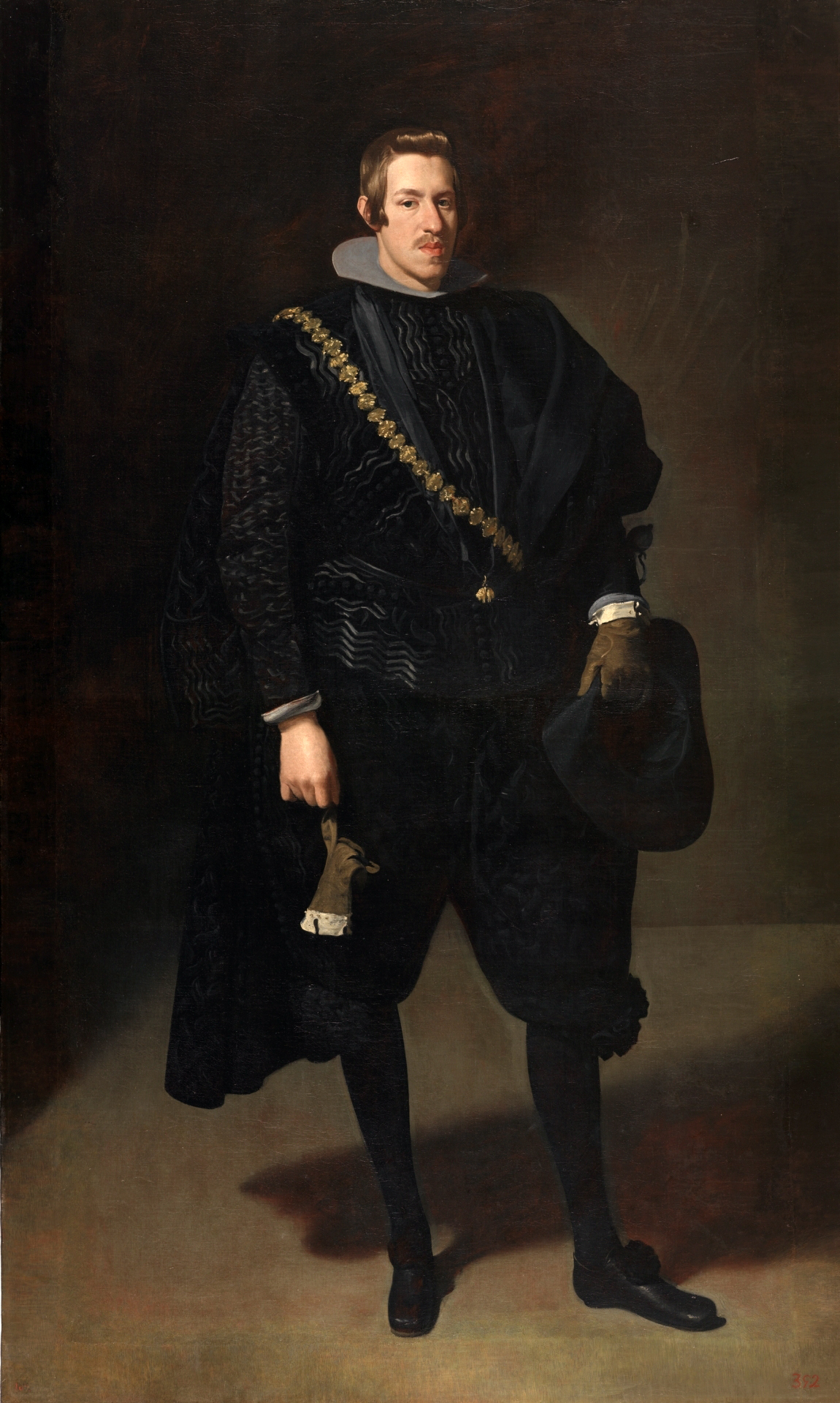
Diego Velazquez: Infante Don Carlos 1626–27
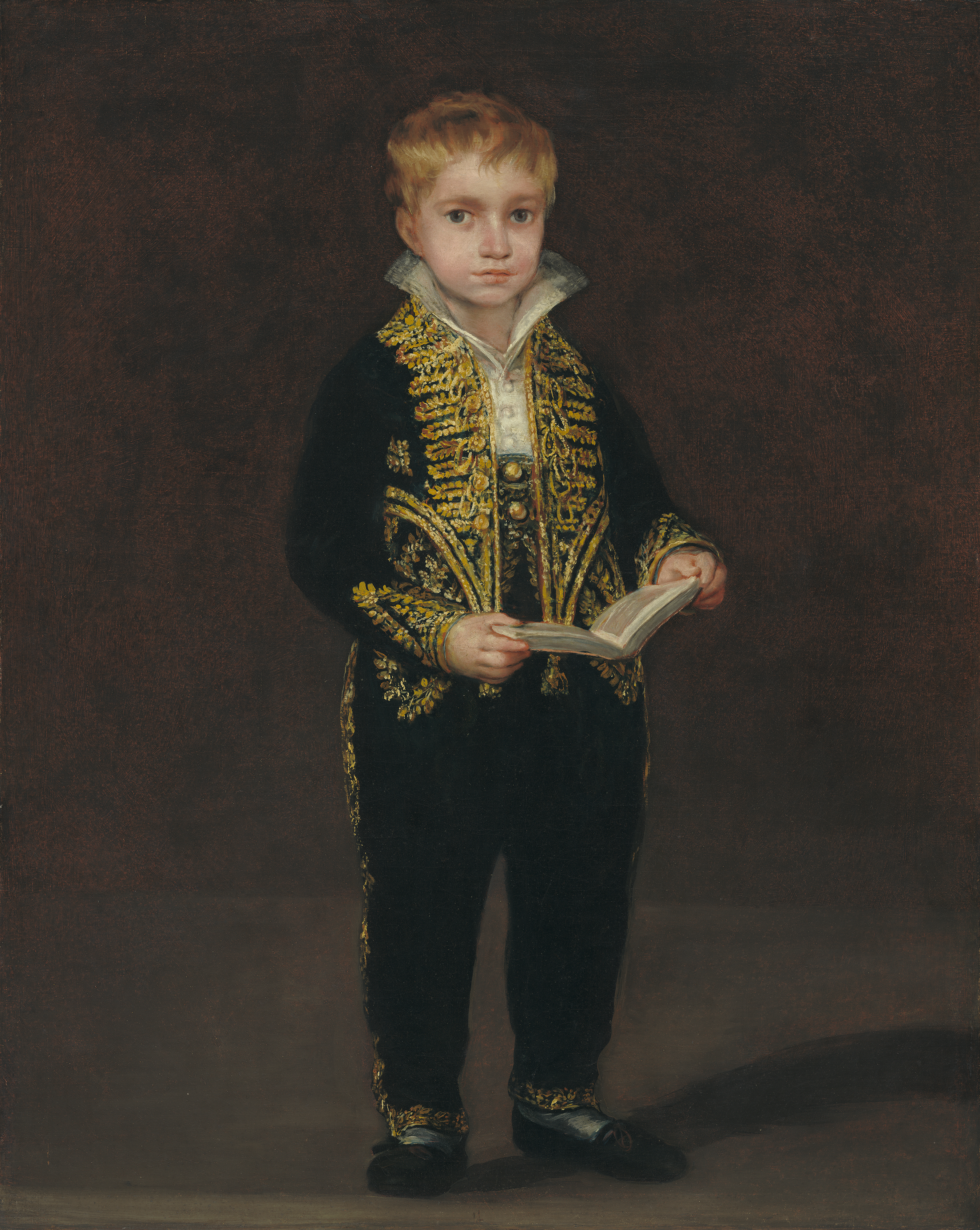
Francisco de Goya: Victor Guye 1810
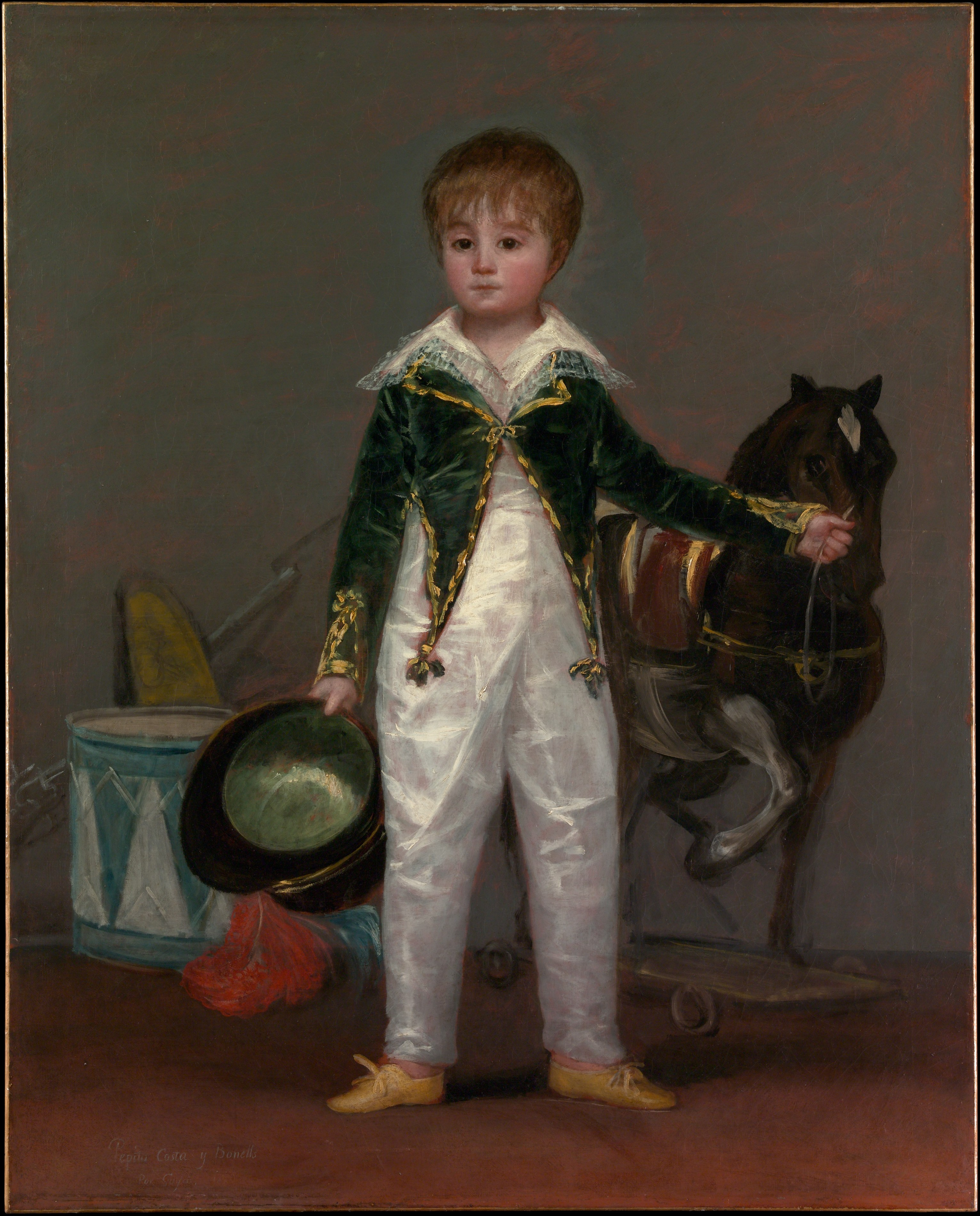
Francisco de Goya: Pepito Costa y Bonelis um 1813
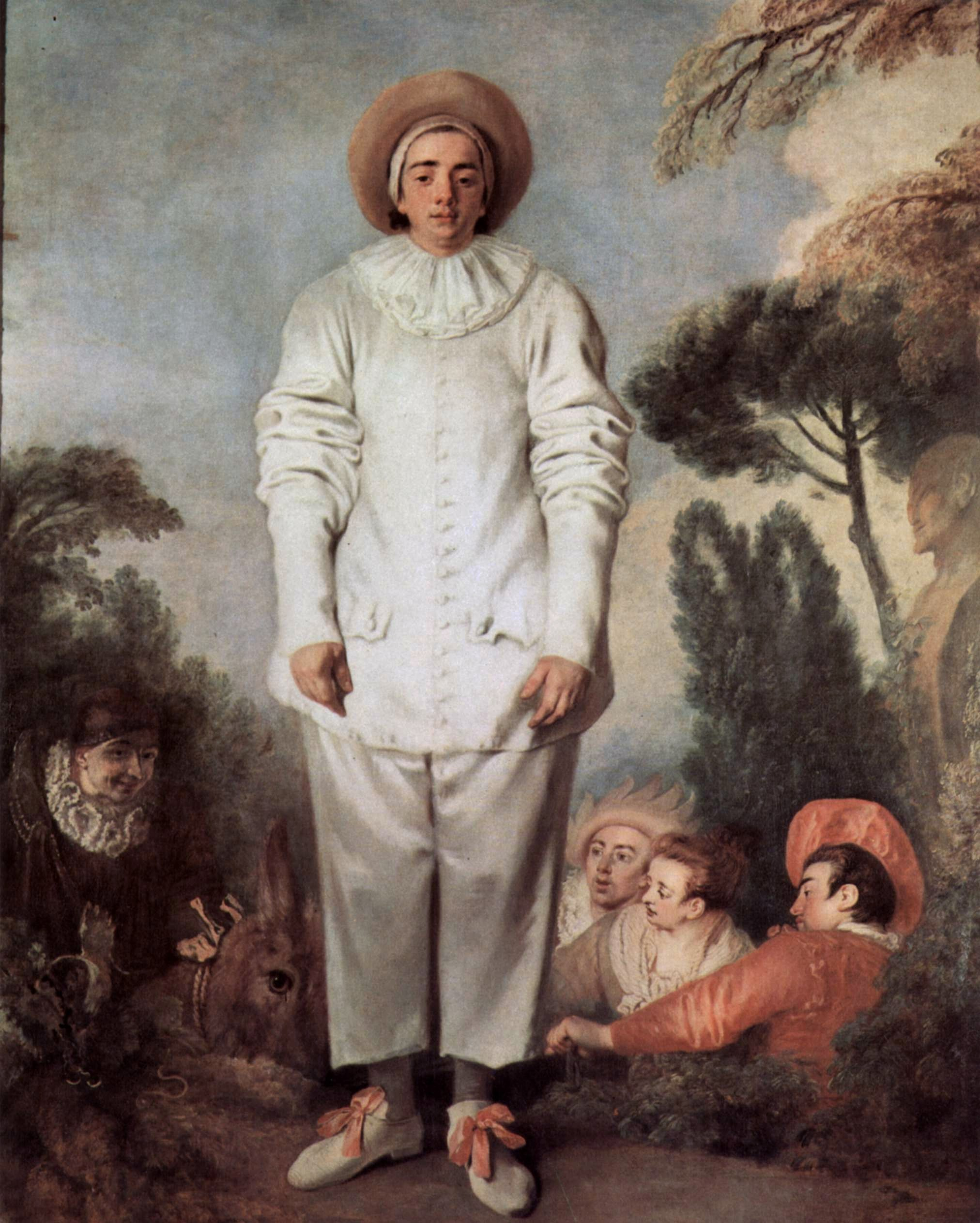
Antoine Watteau: Gilles 1717–1719

## Manets Kinderbildnisse
Das Gemälde Le petit Lange gehört wie die anderen um 1860 entstandenen Kinderbildnisse zum Frühwerk Manets, obschon die teilweise skizzenhafte Malweise auf Manets impressionistische Bilder der 1870er und 1880er Jahre verweist. Nach dem Le petit Lange sind Kinder im Werk Manets meist Teil einer größeren Bildkomposition oder werden als Halbprofilbildnis ausgeführt. So finden sich im 1862 entstandenen Gemälde Musik im Tuileriengarten zwei spielende Kinder als lebhaftes Element in einer Darstellung der Pariser Gesellschaft. Das Werk Der Pfeifer aus dem Jahr 1866 zeigt neben japanischen wiederum deutlich spanische Einflüsse. Der in einer Uniform gekleidete Junge ist wie im Le petit Lange als lebensgroße Figur vor einem undefinierten Bildhintergrund gemalt. Für den Pariser Salon vorgesehen, ist das Bild insgesamt in größerer Genauigkeit ausgeführt.
In den 1870er Jahren wandte sich Manet, beeinflusst durch seinen Freund Claude Monet, verstärkt der impressionistischen Malweise zu. Ein Beispiel hierfür ist das Bild Der kleine Jacques Hoschedé im Garten von 1876. Der dargestellte Junge ist wie im Le petit Lange ebenfalls ein Sohn einer befreundeten Familie. Auffällig bei dieser Darstellung eines Kindes in natürlicher Umgebung ist die farbigere Palette des Künstlers und der insgesamt lockere Pinselduktus. Die größte motivische Nähe zum Le petit Lange weist ein erst zwei Jahre vor Manets Tod gemaltes Bild auf. Das 1881 entstandene Ganzfigurbildnis Henry Bernstein als Kind wirkt durch den weißen Matrosenanzug des Kindes wie ein Negativ zu Le petit Lange. Porträtiert ist wiederum ein fünfjähriger Sohn einer befreundeten Familie, der spätere Dramatiker Henri Bernstein. Wie im Le petit Lange finden sich in diesem Gemälde ein undefinierter, bräunlicher Bildhintergrund, der den Kopf rahmende schwarze Hut, eine nahezu identische Körperhaltung und eine regungslose Pose mit direktem Blick zum Bildbetrachter.

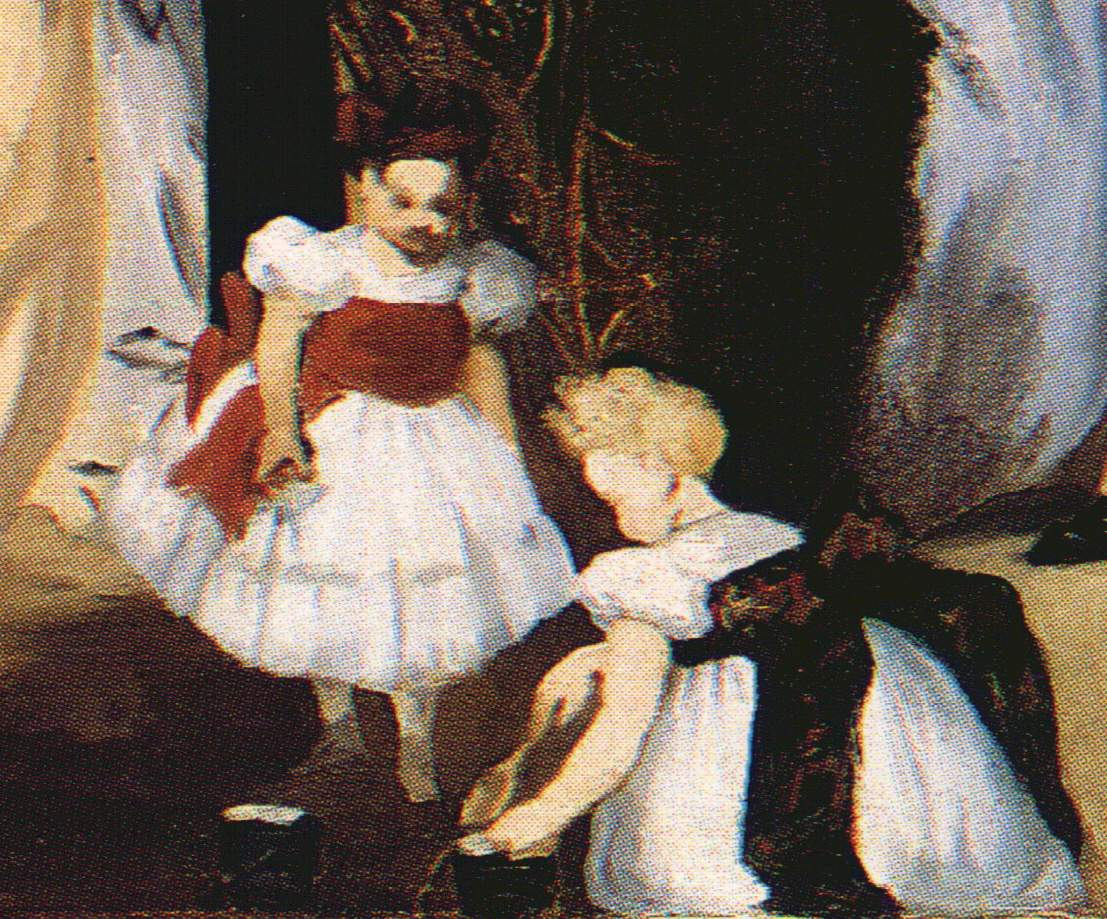
Spielende Kinder in Musik im Tuileriengarten 1862
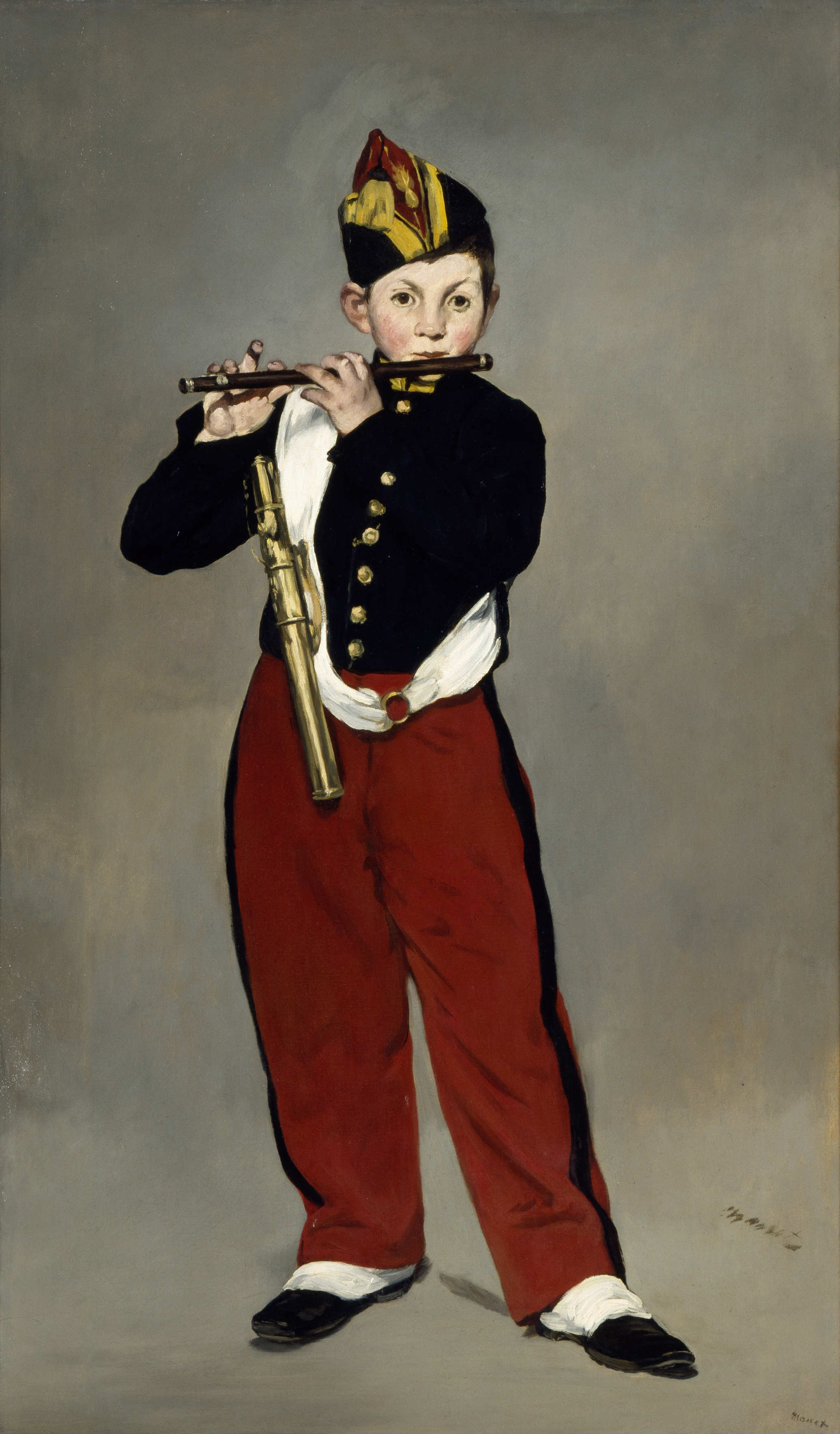
Der Pfeifer 1866
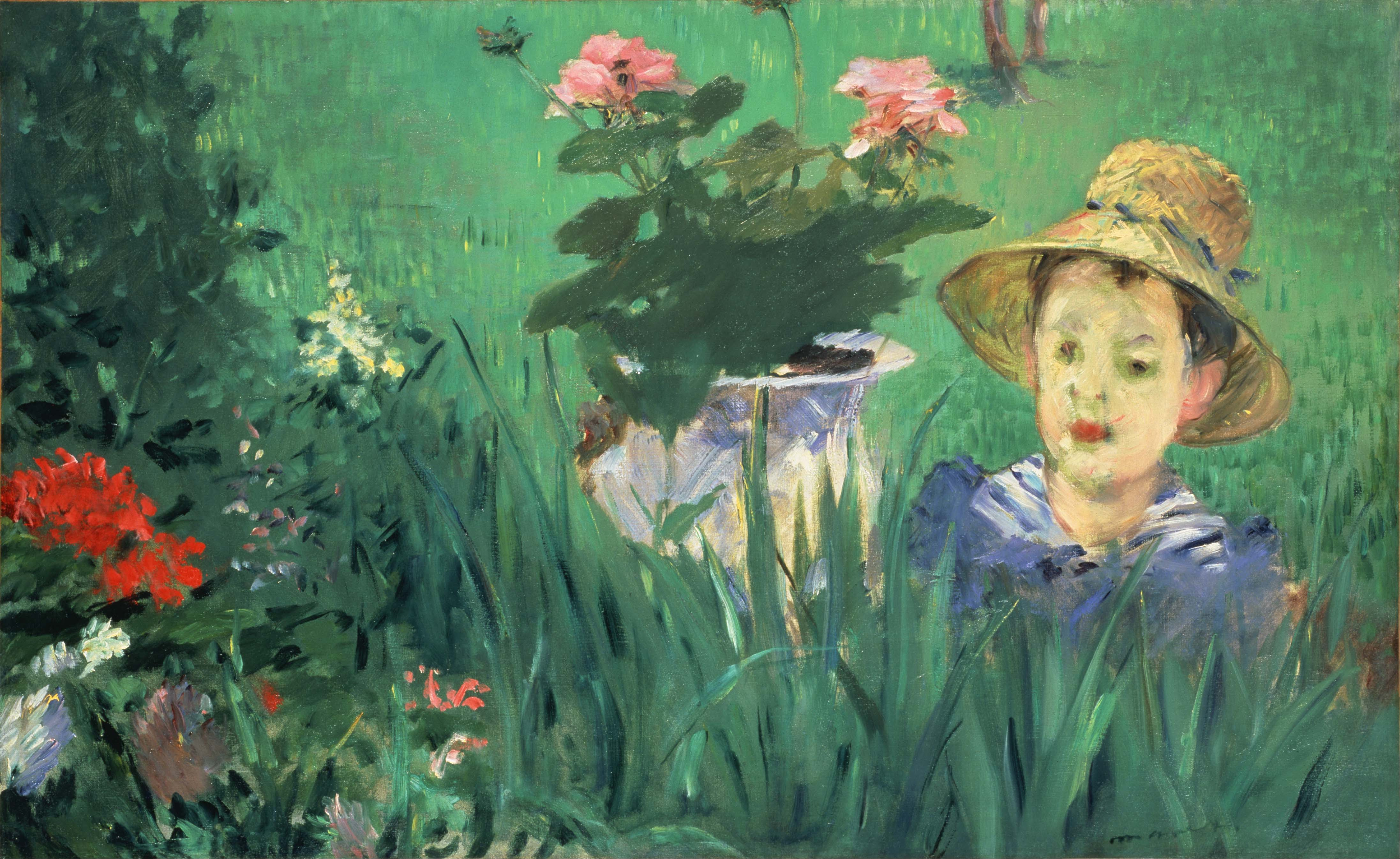
Der kleine Jacques Hoschedé im Garten 1876
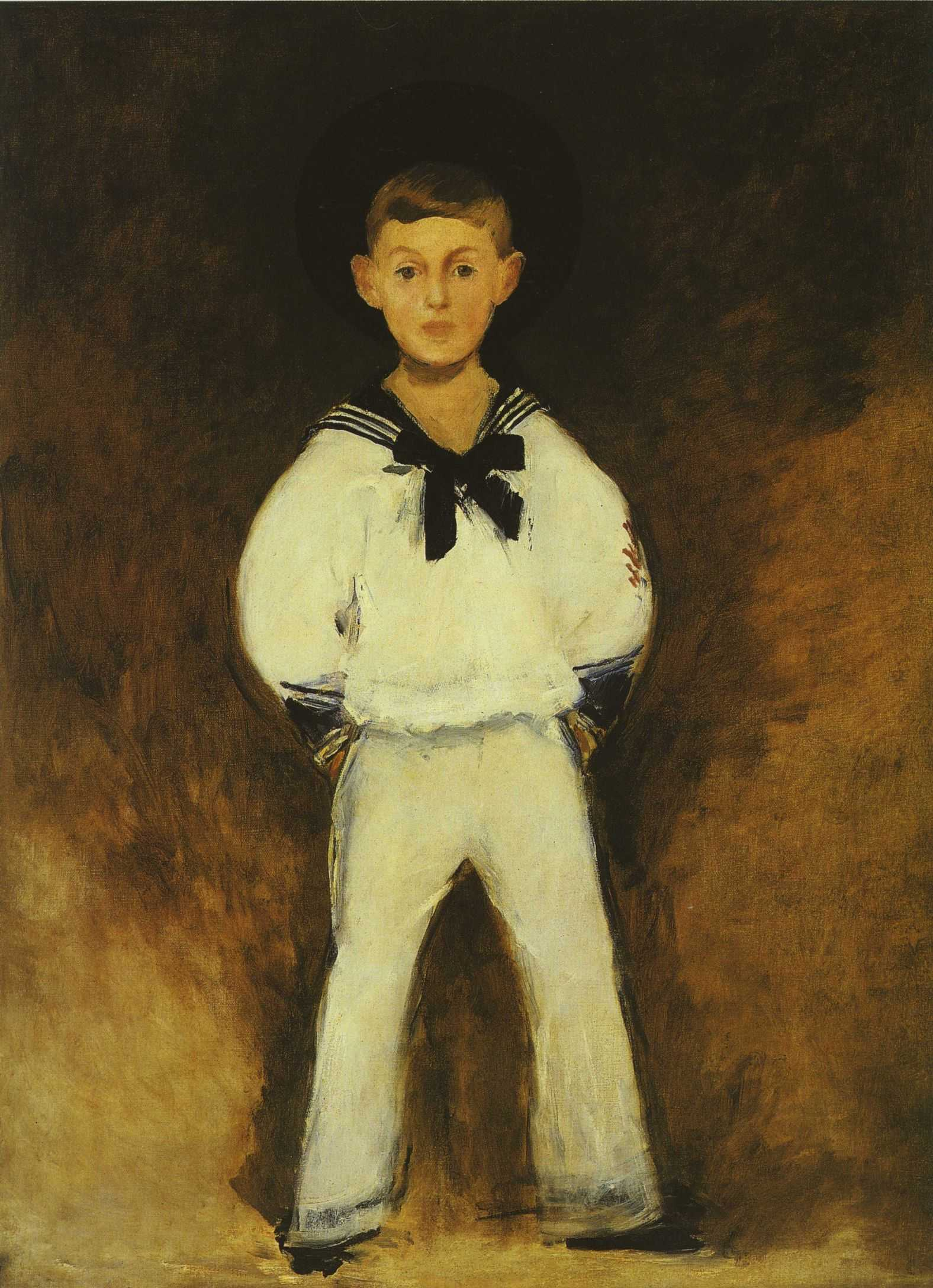
Henry Bernstein als Kind 1881

## Kinderbildnisse von Manets Zeitgenossen
Wie sehr zu Manets Lebzeiten andere Künstler von Velázquez und Goya beeinflusst wurden, zeigen die Kinderbildnisse Die Tochter des Künstlers, Marie-Anne von Manets Freund Emile Auguste Carolus-Duran oder das Porträt Robert de Cévrieux von John Singer Sargent. Jeweils dunkel gekleidet vor einem ebenfalls dunklen Vorhang posierend, sind Bezüge zu spanischen Vorbildern deutlich. Ebenso wie bei Manet, blicken beide dargestellten Kinder direkt zum Bildbetrachter.
So wie Manet dem Kind im Gemälde Le petit Lange die Requisiten Reitgerte und Zaumzeug in die Hand gegeben hat, finden sich ähnliche Attribute auch bei Manets impressionistischen Malerkollegen. Claude Monets Bild Jean Monet auf seinem Schaukelpferd zeigt seinen Sohn auf einem Schaukelpferd im Garten, der jedoch, anders als der Le petit Lange, im natürlichen Spiel porträtiert ist. Pierre-Auguste Renoirs Kind mit der Peitsche ist zwar ebenfalls in natürlicher Umgebung gemalt, stellt aber wie Manets Le petit Lange ein Kind in verharrender Pose dar.

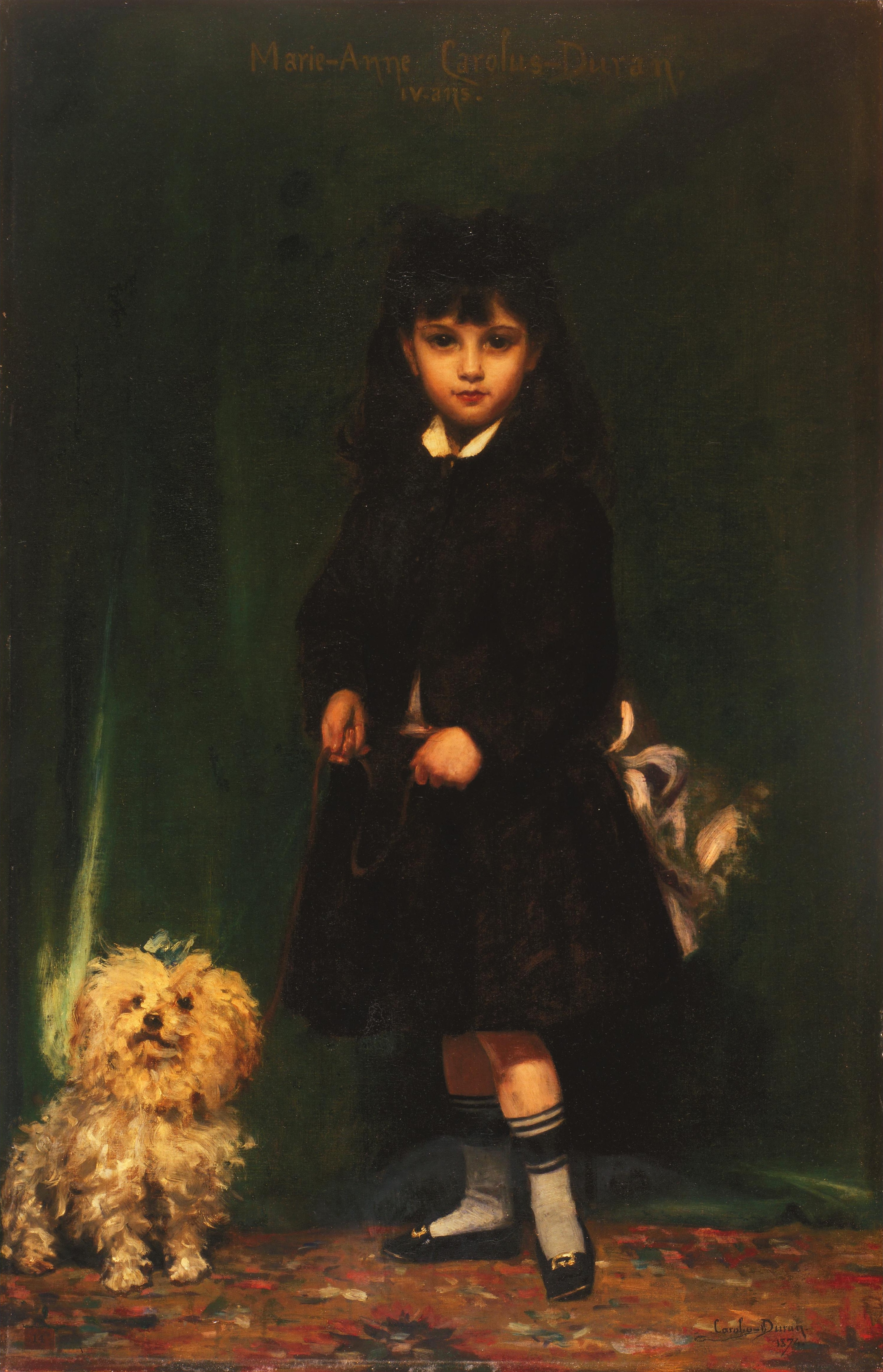
Carolus-Duran: Die Tochter Marie-Anne 1874
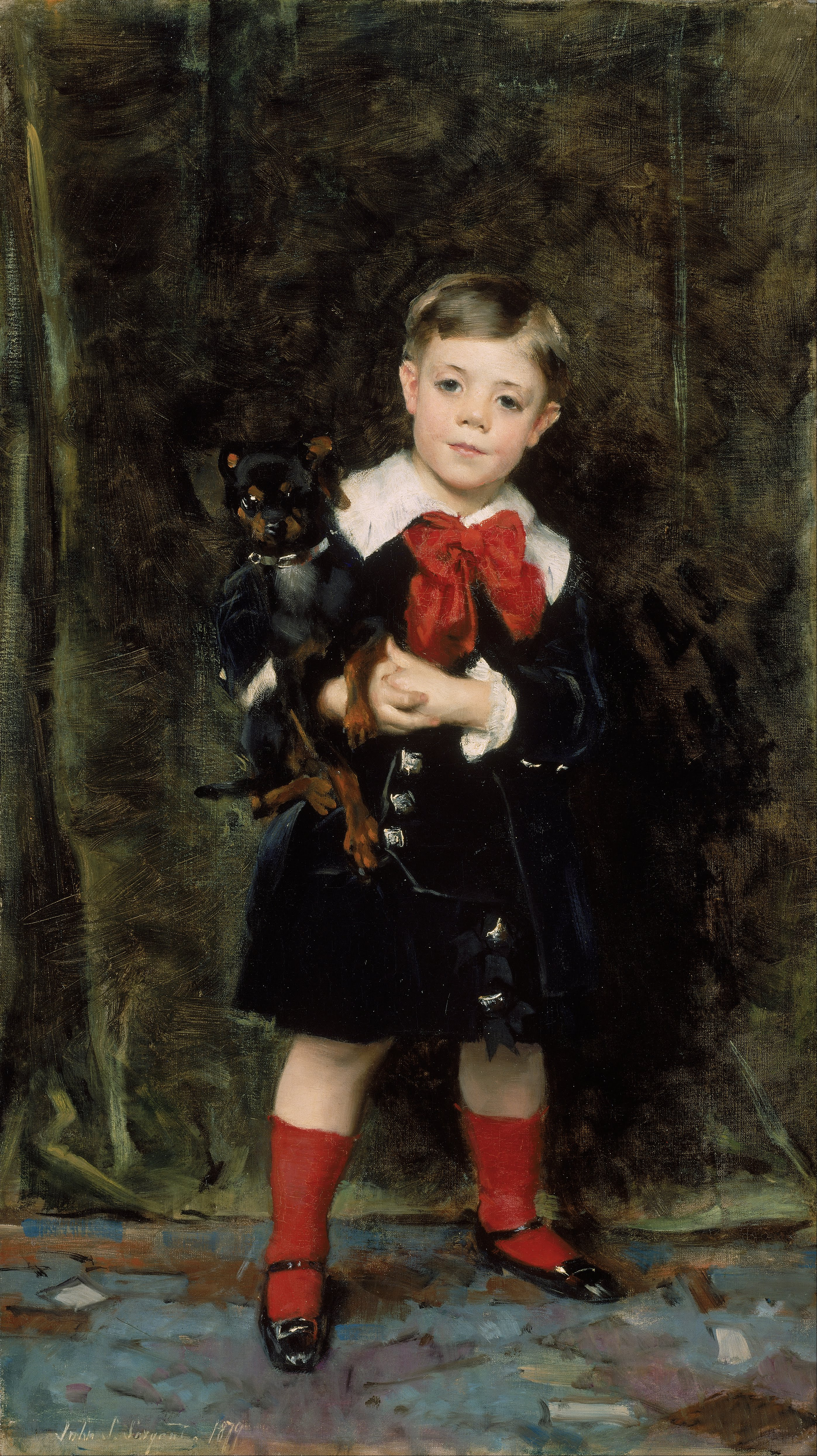
John Singer Sargent: Robert de Cevrieux 1879
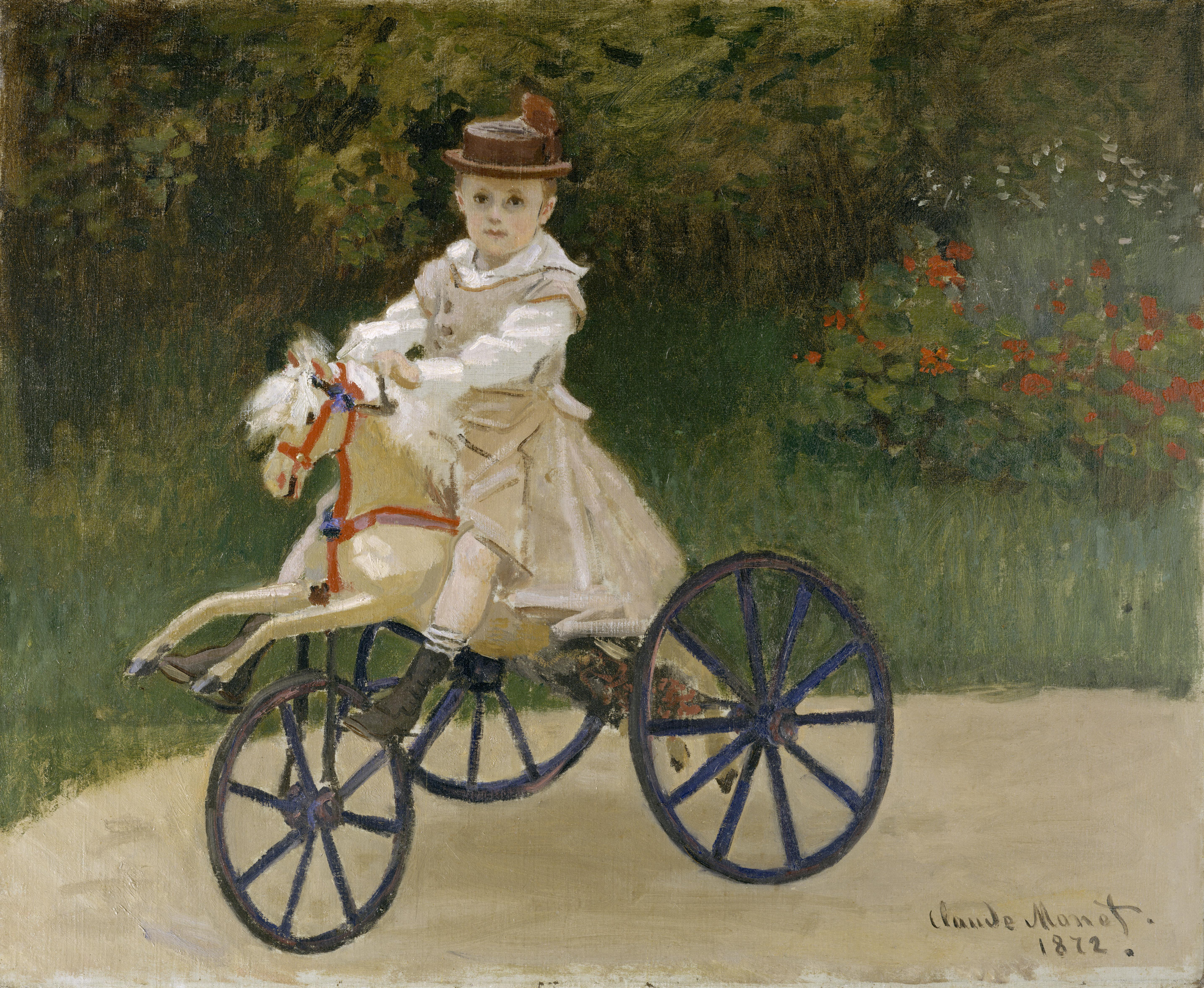
Claude Monet: Jean Monet auf seinem Schaukelpferd 1872
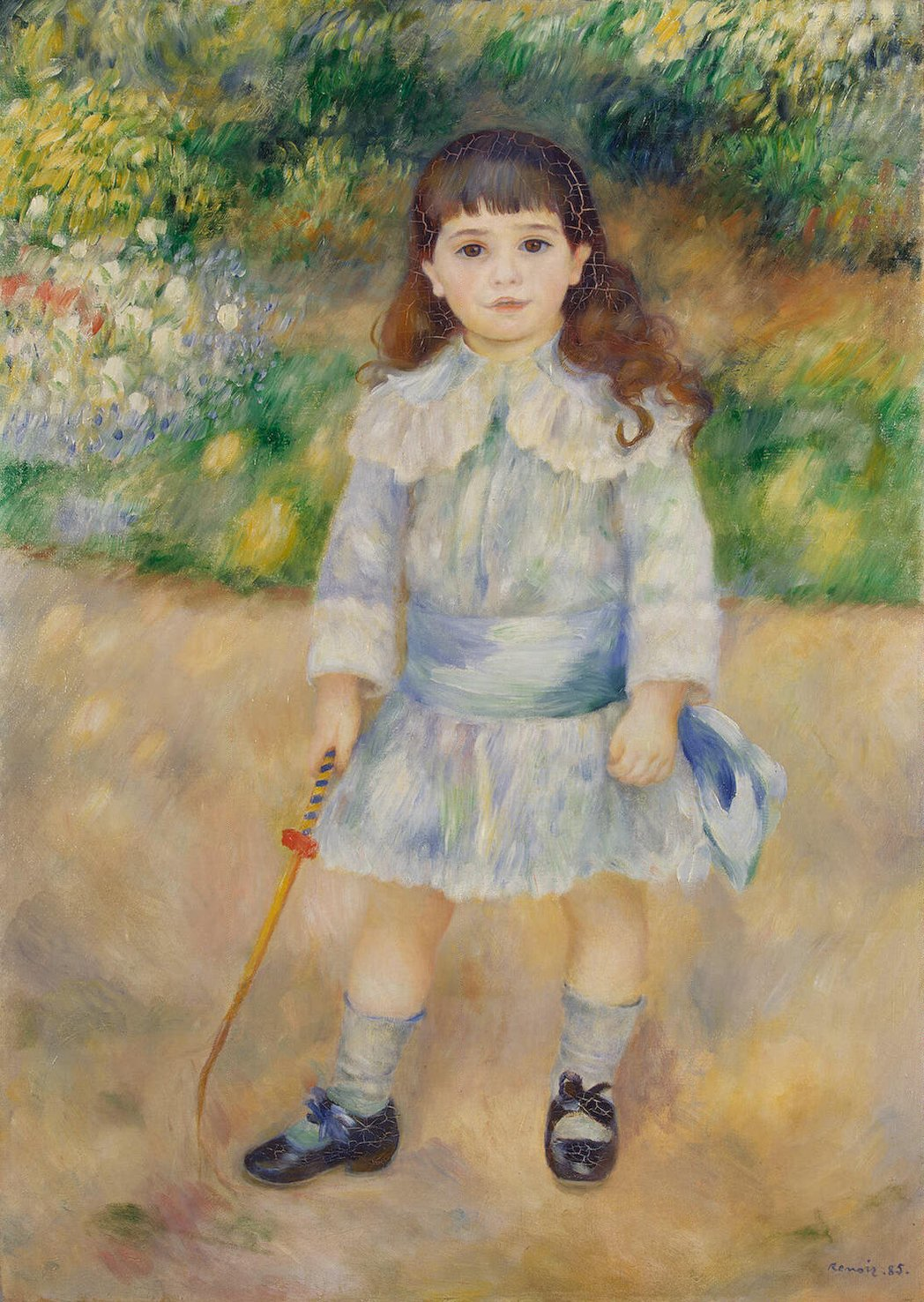
Pierre-Auguste Renoir: Kind mit der Peitsche 1885

## Provenienz
Das Gemälde Le petit Lange befand sich zunächst mehrere Jahrzehnte im Besitz der Familie Lange, bevor es im September 1911 von der Pariser Kunsthandlung Bernheim-Jeune angeboten wurde. Bereits zwei Monate später erwarb der seinerzeit in Paris ansässige Kunsthändler Dr. Alexander von Frey das Gemälde. 1913 zeigte die Münchner Moderne Galerie Heinrich Thannhauser Le petit Lange, bevor es der Leipziger Großindustrielle Paul von Bleichert erwarb. Als nächster Besitzer des Bildes trat der Schweizer Fabrikant und Kunstsammler Josef Müller aus Solothurn in Erscheinung, dessen Sammlung mit Werken von Pierre-Auguste Renoir bis Fernand Léger später als Stiftung ins Kunstmuseum seiner Heimatstadt gelangte. Nicht in diese Stiftung gehörte jedoch Le petit Lange, das Müller an den New Yorker Kunsthändler Howard Young, einem Onkel der Schauspielerin Elizabeth Taylor verkaufte. Die nächste Besitzerin war Annie Swan Coburn aus Chicago, die das Gemälde zusammen mit großen Teilen ihrer Kunstsammlung dem Art Institute of Chicago vererbte. Später trennte sich das Museum von dem Bild und ließ es zusammen mit anderen Werken der Sammlung am 2. März 1944 im Auktionshaus Parke-Bernet versteigern. Bei dieser Gelegenheit erwarb der New Yorker Rechtsanwalt Ralph F. Colin das Gemälde. 1962 gelangte das Gemälde Le petit Lange über den Düsseldorfer Kunsthändler Wilhelm Grosshenning in die Sammlung der Staatlichen Kunsthalle Karlsruhe, die das Bild mit Hilfe von Toto-Lotto-Mitteln erwarb.